# Сидоровичі
Си́доровичі — село в Україні, у Іванківській селищній громаді Вишгородського району Київської області. Населення становить 320 осіб.

## Історія
Вперше Сидоровичі згадуються у люстрації 1553 року. Населення 1886 р. становило 450 осіб.
7 (20) листопада 1917 року, відповідно до Третього Універсалу Української Центральної Ради, увійшло до складу Української Народної Республіки.
12 червня 2020 року, відповідно до розпорядження Кабінету Міністрів України № 715-р «Про визначення адміністративних центрів та затвердження територій територіальних громад Київської області», увійшло до складу Іванківської селищної територіальної громади.
19 липня 2020 року, в результаті адміністративно-територіальної реформи та ліквідації Іванківського району, село увійшло до складу новоутвореного Вишгородського району.
З кінця лютого до 1 квітня 2022 року під час російсько-української війни село було окуповане російськими військами.

## Географія
На східній стороні від села бере початок річка Любеж, ліва притока Жерева.

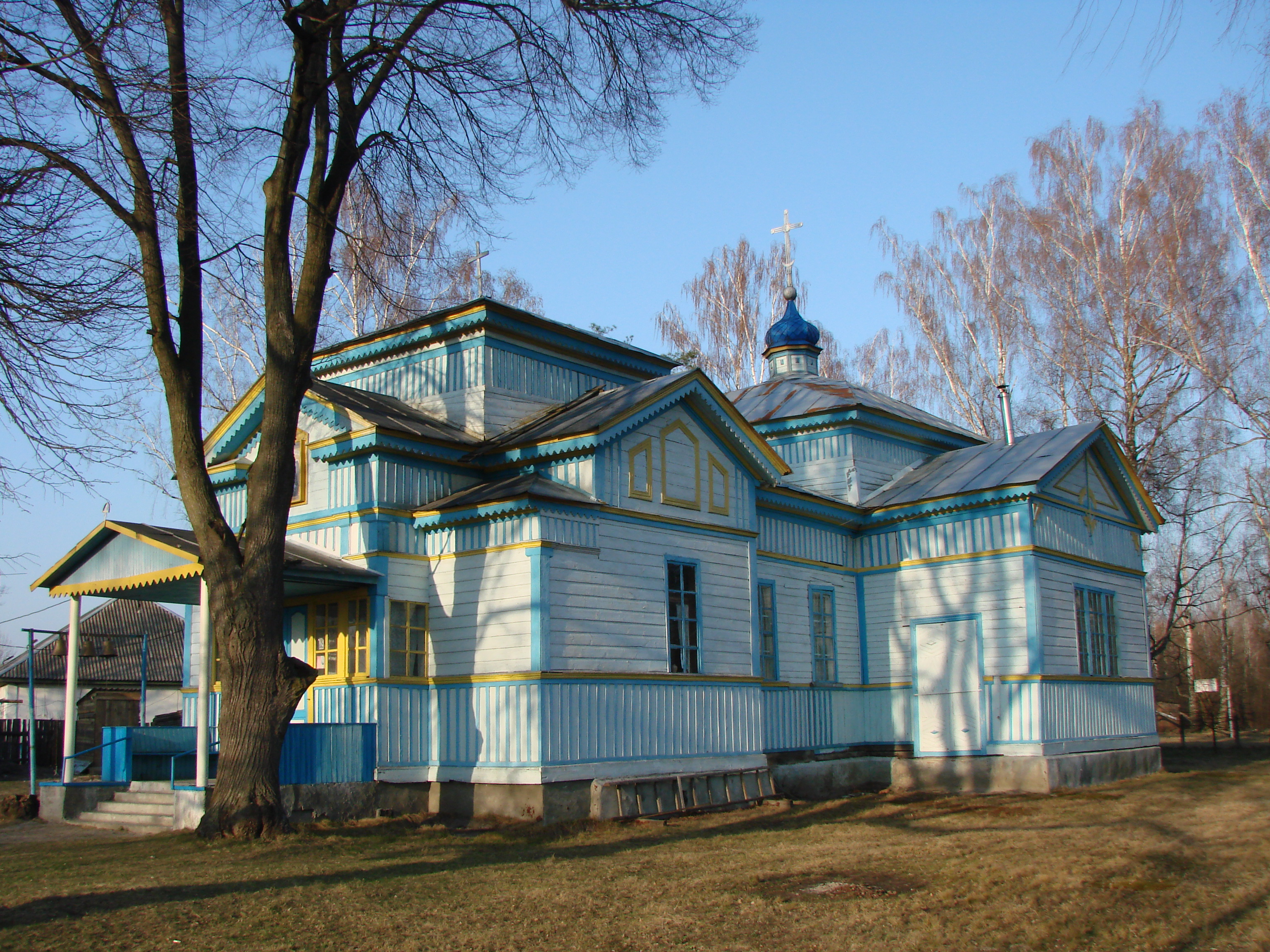
Церква Іоана Богослова Сидоровичі

## Населення

### Мова
Розподіл населення за рідною мовою за даними перепису 2001 року:
| Мова       | Відсоток |
| ---------- | -------- |
| українська | 88,44%   |
| угорська   | 8,76%    |
| російська  | 3,13%    |

## Особистості

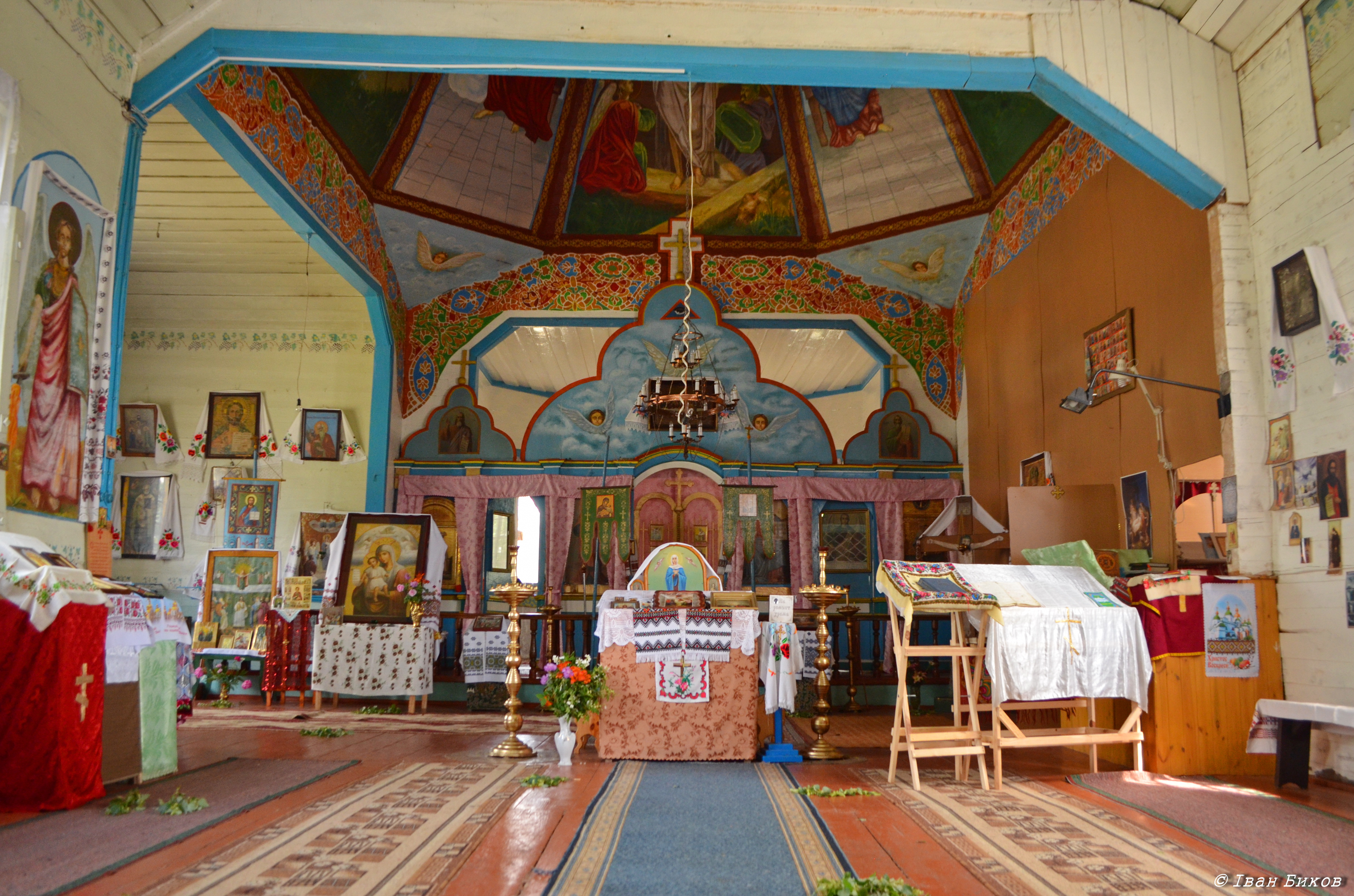
Сидоровичі. Церква Івана Богослова. 1896 р. Інтер'єр

- Нехемія Рабічов (1886, Сидоровичі — 1971) — батько глави уряду Ізраїлю Іцхака Рабина. У березні 2010 у Сидоровичах встановлена меморіальна дошка на його пам'ять. У церемонії, що відбулася з цієї нагоди, взяв участь його онук Юваль Рабин[6]. У червні 2011 відкрита меморіальна плита на честь сім'ї Рабина перед входом до сільського будинку культури, який теж отримав ім'я Іцхака Рабина. На меморіальній плиті зображені барельєфи Нехемії Рабічева і двох його дітей — Іцхака і Рахелі[7].
- Хаїм Хазаз (1898, Сидоровичі - 1973)  ізраїльський письменник
- Забродський Антон Григорович (11 (23). 07. 1899 — 13. 01. 1989) — заслужений діяч науки УРСР (1969), український вчений у галузі бродильного виробництва та харчових технологій, доктор технічних наук (1958), професор (1961), нагороджений орденами Червоної Зірки, «Знак Пошани».
- Ходимчук Микола Федорович (04.10.1942 — 18.05. 2011) — заслужений лікар Росії (1980), лікар — терапевт.